# Joseias Lopes
Joseias Lopes da Silva (* 21. Juli 1964 in Nova Olinda do Norte, Bundesstaat Amazonas) ist ein brasilianischer Kommunalpolitiker.

## Werdegang
Lopes ist Mitglied des Partido dos Trabalhadores (PT). Bei den Kommunalwahlen 2012 wurde er zum Präfekten der Stadt Nova Olinda do Norte gewählt. Seine Amtszeit dauert vom 1. Januar 2013 bis 31. Dezember 2016.